# كاميرون مور
كاميرون مور (بالإنجليزية: Cameron Moore)‏ هو كاتب أغاني أمريكي، ولد في 1993 في تشارلوت في الولايات المتحدة.

## وصلات خارجية
- الموقع الرسمي
- كاميرون مور على موقع ميوزك برينز (الإنجليزية)